# Asociación Deportiva Unión Minas
La Asociación Deportiva Unión Minas, conocido como Unión Minas, es un club de fútbol de la ciudad de Orcopampa, provincia de Castilla, departamento de Arequipa, Perú. Fue fundado en 1980 y juega en la Copa Perú.

## Historia
La Asociación Deportiva Unión Minas, conocido popularmente como Unión Minas de Orcopampa fue fundado el 8 de enero de 1980 en el Campamento Tudela a las 4:30 p. m., a iniciativa del ingeniero Luis Velazco Peralta y luego de la aceptación de los trabajadores mineros de fusionar los representativos de las minas de Manto, Santa Rosa y Santiago, “con la finalidad de constituir un equipo de mayor poderío y que representará dignamente al pueblo de Orcopampa, en adelante este equipo se llamaría Union Minas…”, siendo su primer presidente Edmundo Tapia Calcina.
Desde el inicio de la Liga de Fútbol de Orcopampa allá por la década de 1980, el Unión Minas fue el equipo más representativo y desde entonces es el que más veces ha campeonado en esta Liga y en la provincia de Castilla. En 1984 disputó el pase a la Regional Sur con el Alianza Naval de Mollendo siendo eliminado en definición por penales. Posteriormente, en 1997, fue eliminado en la Etapa Departamental de la Copa Perú por Atlético Mariscal Castilla de Cerro Colorado, también por penales.
En el año 2001 disputó el Campeonato del Departamento de Arequipa con el Atlético Universidad, del 2002 al 2004 le tocó enfrentar al FBC Senati en semifinales de la Etapa Departamental de la Copa Perú mientras que en el año 2005 perdió la clasificación a la etapa regional con el Atlético Mollendo.
En septiembre del 2007 y en tercer partido jugado en la ciudad de Camaná el Unión Minas de Orcopampa alcanzó la tan ansiada clasificación a la Etapa Regional de la Copa Perú 2007 al eliminar al campeón de Arequipa el FBC Aurora. En esa etapa eliminó al Defensor UNTAC de Tacna, GER de Ilo y al Deportivo Ticsani de Moquegua, clasificando a la Etapa Nacional donde eliminó al Garcilaso del Cusco en partido jugado en Orcopampa donde cambió la historia goleando 3-0 y clasificando a los cuartos de final de la Copa Perú donde fue eliminado por IDUNSA.
En el año 2009 clasificó a la regional, luego de campeonar en la denominada Liga Superior, aquí le tocó enfrentar a los equipos de San Lino de Omate Moquegua, Mariscal Miller de Tacna y Deportivo Enersur de Ilo, clasificando por segunda vez a la Etapa Nacional, donde sería eliminado por Diablos Rojos.
En el año 2010 jugó la departamental llegando al Cuadrangular Final donde fue Eliminado por el FBC Aurora en un partido en Corire.
En el año 2011 pasó la departamental fácilmente y llegó a la etapa regional en un grupo que integró junto al Sportivo Huracán de Arequipa, Sport Nevados de Candarave y Social Episa de Ilo, quedando segundos en su grupo y eliminando en la semifinal a Saetas de Oro de La Joya, Finalmente clasificó a la etapa nacional como subcampeón de la región VII después de caer en la final regional con el Sportivo Huracán.
Fue eliminado en la etapa nacional de la Copa Perá por el Real Garcilaso del Cuzco, que sería después el campeón, luego de empatar 0 a 0 en Orcopampa y caer por 4 a 2 en Cusco.
En el año 2012 participó desde la etapa regional luego de acceder segundo en el grupo detrás de Sportivo Huracán y delante de FBC Aurora y Sport José Granda enfrentó a CREDICOOP de Tacna por el cual fue eliminado luego de empatar en Orcopampa 1 a 1 y perder en Tacna 3 a 0.
En el 2013 participó desde la Etapa Departamental en la cual eliminó en primera fase a Defensor Achancani de Cotahuasi, siendo eliminado en fase de grupos donde quedó por detrás de Saetas de Oro (La Joya) y Futuro Majes (El Pedregal) solo superando a San Pedro de Atico.

## Presidentes

### Junta Directiva 2012
Actualizado febrero de 2012.